# Kamixin
Kamixin - Камышин (rus) - és una ciutat de l'óblast de Volgograd, a Rússia. Es troba a la vora dreta de l'embassament de Volgograd (al curs del Volga). És a 167 km al nord de Volgograd i a 175 km al sud de Saràtov.

## Història
Kamixin fou fundada el 1667 a la riba esquerra del riu Kamixinka. La zona és famosa des de temps antics per ser un pas ràpid d'embarcacions per terra entre les conques del riu Don i del Volga, atès que les fonts del Kamixinka (afluent del Volga) i del riu Ilóvlia (afluent del Don) disten únicament a 4 km. Així doncs aquesta connexió era una ruta d'invasió cap al país dels khàzars.
Al segle xvi, el soldà turc Selim II intentà construir-hi un canal. La mateixa empresa intentà construir, anys després, Pere I, que construí una fortalesa per protegir els treballadors. El 1710 tota la seva població es traslladà a la fortalesa, que es trobava a l'altra riba. Aquesta vila s'anomenava Dmítrievski. El 1780 el nom canvià pel de Kamixin, i rebé l'estatus de ciutat per voluntat de Caterina II. Al segle xix la ciutat es convertí en una ciutat comerciant amb serradores i molins de vent.

## Demografia
| 1897   | 1939   | 1970   | 1989    | 2002    | 2009    | 2014    |
| ------ | ------ | ------ | ------- | ------- | ------- | ------- |
| 15 900 | 24 000 | 97 000 | 122 500 | 127 891 | 117 297 | 115 070 |

## Ciutats agermanades
- Opava, República Txeca